# کرو استون
کرو استون (انگلیسی: Crew Stoneley; ۹ مهٔ ۱۹۱۱ – ۲۷ اوت ۲۰۰۲) ورزشکار دو و میدانی اهل بریتانیا بود.